# NGC 3049
NGC 3049 est une galaxie spirale barrée située dans la constellation du Lion. NGC 3049 a été découverte par l'astronome français Édouard Stephan en 1882.

## Caractéristiques
La classe de luminosité de NGC 3049 est I-II et elle présente une large raie HI. Elle renferme également des régions d'hydrogène ionisé et c'est une galaxie à sursaut de formation d'étoiles. NGC 3049 est aussi une galaxie du champ, c'est-à-dire qu'elle n'appartient pas à un amas ou un groupe et qu'elle est donc gravitationnellement isolée.

### Distance
Sa vitesse par rapport au fond diffus cosmologique est de 1 793 ± 24 km/s, ce qui correspond à une distance de Hubble de 26,4 ± 1,9 Mpc (∼86,1 millions d'al).
À ce jour, 11 mesures non basées sur le décalage vers le rouge (redshift) donnent une distance de 23,136 ± 6,782 Mpc (∼75,5 millions d'al), ce qui est à l'intérieur de la distance de Hubble. Notons cependant que c'est avec la valeur moyenne des mesures indépendantes, lorsqu'elles existent, que la base de données NASA/IPAC calcule le diamètre d'une galaxie et qu'en conséquence le diamètre de NGC 3049 pourrait être d'environ 19,2 kpc (∼62 600 al) si on utilisait la distance de Hubble pour le calculer. 

### Émission de radiation ultraviolette
NGC 3049 est une galaxie dont le noyau brille dans le domaine de l'ultraviolet. Elle est inscrite dans le catalogue de Markarian sous la cote Mrk 710 (MK 710).